# Илия Каблешков (просветител)
 Тази статия е за просветителят.  За офицера вижте Илия Каблешков.  
Илю (Илия) Дончов Каблешков е копривщенски бегликчия и просветител в Бяла черква, построил 1835 г. училище със свои средства в същия град. Брат е на бащата на Тодор Каблешков.
Илия, наричан още Илю Чорбаджи, е живял в село Горни турчета (наричано тогава и Мурад бей). Когато бил 37 – 38 годишен през 1835 г., събирал беглика в околните села Павликени, Михалци, Долни турчета, Вишовград и по други места.
Като увлекателен разказвач Илю се сближава с простодушните, но любознателни горнотурчани. Като други българи, останали непознати и забравени, но милеещи за духовен напредък, става дарител и спомосъществувател, като осигурява средства за построяване на килийно училище за децата в селото. Така Илия Каблешков поставя началото на образованието в Бяла черква. Не само децата, но по-възрастни селяни изучават в това училище наустница, псалтир, светче, апостол, исторически нравоучения и други предмети.
Илия Каблешков е убит от кърсердари в Берковско през 1858 г.
Роденият в тези години кръщелник на Илю – Петър, когато става мъж, се въоръжава и взима участие в четата начело с Бачо Киро и другия войвода поп Харитон, като взима участие в 9-дневните сражения в Дряновския манастир.